# Шилов, Александр Евгеньевич
Александр Евгеньевич Шилов (6 января 1930 года, Иваново-Вознесенск, ныне Иваново — 6 июня 2014 года, Черноголовка) — советский и российский химик, действительный член Российской академии наук (членкор АН СССР с 1981). В 1982 году стал лауреатом Государственной премии СССР.
В 1998 году — лауреатом Государственной премии РФ.
Сын советского учёного-химика Е. А. Шилова и единокровный брат советского математика Г. Е. Шилова.

## Биография
Выпускник Киевского государственного университета (1952). В том же году вместе с отцом открыл новую реакцию присоединения хлор-иона к ацетилендикарбоновому эфиру. С 1952 г. А. Е. Шилов работал в Институте химической физики РАН. В 1958—1959 г. проходил стажировку в Кембриджском университете у С. Хиншельвуда, ставшего в 1956 г. лауреатом Нобелевской премии по химии вместе с академиком Н. Н. Семёновым. В 1981 г. А. Е. Шилов был избран членом-корреспондентом АН СССР.
В 1982 году стал лауреатом Государственной премии СССР.
В 1998 году — лауреатом Государственной премии РФ за работу «Микросомальное окисление и метаболизм лекарств: механизмы оксигеназных реакций, катализируемых цитохромом Р450, и их моделирование».
Области научных интересов: химическая кинетика и катализ, химическое моделирование ферментативных систем, активация связей C-H, фиксация молекулярного азота. Основные научные достижения: открытие класса цепных реакций с энергетическим разветвлением, фиксация молекулярного азота в растворах в присутствии комплексов металлов, активация алканов комплексами платины.
Автор 300 научных работ, в том числе нескольких монографий.

## Из библиографии
- Активация и каталитические реакции углеводородов / А. Е. Шилов, Г. Б. Шульпин; Отв. ред. А. П. Пурмаль; Рос. АН, Ин-т хим. физики им. Н. Н. Семёнова. — Москва : Наука, 1995. — 398,[1] с. : ил.; 22 см; ISBN 5-02-001786-8

Под его редакцией
- Органические реакции, катализируемые комплексами металлов / Г. Б. Шульпин; Отв. ред. А. Е. Шилов; АН СССР, Ин-т хим. физики. — Москва : Наука, 1988. — 285 с. : ил.; 22 см; ISBN 5-02-001351-X
- Мир необычных молекул : Металлоорган. комплексы / Г. Б. Шульпин; Отв. ред. А.Е. Шилов; АН СССР. — Москва : Наука, 1986. — 173,[1] с. : ил.; 20 см. — (Сер. «Наука и техн. прогресс»).